# Bursariomorphida
Ordre
Les Bursariomorphida sont un ordre de Ciliés de la classe des Colpodea.

## Liste des familles
Selon GBIF (2 novembre 2022) et The Taxonomicon (2 novembre 2022) : 
- Bursaridiidae Foissner, 1993
- Bursariidae Bory de St. Vincent, 1826

## Systématique
L'ordre des Bursariomorphida a été créé en 1978 par le microbiologiste espagnol Dimas Fernández-Galiano (d) (1921-2002).